# Ataenius klapperichi
Ataenius klapperichi är en skalbaggsart som beskrevs av Henry Fuller Howden 1978. Ataenius klapperichi ingår i släktet Ataenius och familjen Aphodiidae. Inga underarter finns listade.